# Václav Antoš
Václav Antoš   (Praga, 19 de gener de 1905 - Praga, 23 de gener de 1978) va ser un nedador txecoslovac que va competir durant la dècada de 1920.
Durant la seva carrera esportiva va prendre part en dues edicions dels Jocs Olímpics. El 1924, a París, disputà tres proves del programa de natació i el 1928, a Amsterdam, dues proves més. En totes quedà eliminat en sèries.
En el seu palmarès destaca una medalla de bronze en els 400 metres lliures al Campionat d'Europa de natació de 1927.